# Stromik
Stromik – wzniesienie o wysokości 61,5 m n.p.m. na Równinie Gryfickiej, położone w woj. zachodniopomorskim, w gminie Gryfice. 
Ok. 1 km na północny zachód od Stromika znajduje się wieś Rzęsin. Przy południowej części wzniesienia biegnie droga z Gryfic do wsi Kołomąć.
Nazwę Stromik wprowadzono urzędowo rozporządzeniem w 1949 roku, zastępując poprzednią niemiecką nazwę Hell Berg.